# Olivella mutica
Olivella mutica, tên tiếng Anh: variable dwarf olive, là một loài ốc biển săn mồi, là động vật thân mềm chân bụng sống ở biển thuộc họ Olivellidae, họ ốc ôliu nhỏ.